# Iain Glen
Iain Alan Sutherland Glen (sinh ngày 24 tháng 6 năm 1961) là một diễn viên người Scotland. Một trong những vai đưa ông đến với công chúng đó là Jorah Mormont trong loạt phim truyền hình Game of Thrones của đài HBO.

## Giải thưởng và đề cử
| Năm  | Đối tượng đề cử                                        | Giải thưởng                         | Hạng mục                                                 | Kết quả   |
| ---- | ------------------------------------------------------ | ----------------------------------- | -------------------------------------------------------- | --------- |
| 1990 | Silent Scream                                          | Silver Bear                         | Best Actor                                               | Đoạt giải |
| 1991 | Mountains of the Moon, Fools of Fortune, Silent Scream | Evening Standard British Film Award | Best Actor                                               | Đoạt giải |
| 1991 | Hamlet                                                 | Ian Charleson Award                 | Special commendation                                     | Đoạt giải |
| 1994 | Henry V                                                | Evening Standard Theatre Award      | Best Actor                                               | Đề cử     |
| 1997 | Martin Guerre                                          | Laurence Olivier Award              | Best Actor in a Musical                                  | Đề cử     |
| 1999 | The Blue Room                                          | Laurence Olivier Award              | Best Actor                                               | Đề cử     |
| 1999 | The Blue Room                                          | Drama League Award                  | Best Actor                                               | Đề cử     |
| 2007 | The Crucible                                           | Whatsonstage.com Award              | Best Actor                                               | Đề cử     |
| 2007 | The Crucible                                           | Laurence Olivier Award              | Best Actor                                               | Đề cử     |
| 2012 | Game of Thrones                                        | Screen Actors Guild Award           | Outstanding Performance by an Ensemble in a Drama Series | Đề cử     |
| 2013 | Game of Thrones                                        | Screen Actors Guild Award           | Outstanding Performance by an Ensemble in a Drama Series | Đề cử     |
| 2013 | Downton Abbey                                          | Screen Actors Guild Award           | Outstanding Performance by an Ensemble in a Drama Series | Đoạt giải |
| 2014 | Game of Thrones                                        | Screen Actors Guild Award           | Outstanding Performance by an Ensemble in a Drama Series | Đề cử     |
| 2015 | Game of Thrones                                        | Screen Actors Guild Award           | Outstanding Performance by an Ensemble in a Drama Series | Đề cử     |
| 2016 | Game of Thrones                                        | Screen Actors Guild Award           | Outstanding Performance by an Ensemble in a Drama Series | Đề cử     |